# Чащовка

Чащовка — река в России, протекает в Костромской области, Кировской области, Нижегородской области, Вологодской области. Устье реки находится в 10 км по правому берегу реки Большой Утрас. Длина реки составляет 12 км. 
Исток реки находится в лесах в 31 км к юго-западу от Шарьи. Река течёт на северо-восток по лесному массиву, крупных притоков и населённых пунктов нет. 

## Данные водного реестра
По данным государственного водного реестра России относится к Верхневолжскому бассейновому округу, водохозяйственный участок реки — Ветлуга от истока до города Ветлуга, речной подбассейн реки — Волга от впадения Оки до Куйбышевского водохранилища (без бассейна Суры). Речной бассейн реки — (Верхняя) Волга до Куйбышевского водохранилища (без бассейна Оки).
По данным геоинформационной системы водохозяйственного районирования территории РФ, подготовленной Федеральным агентством водных ресурсов:
- Код водного объекта в государственном водном реестре — 08010400112110000041851
- Код по гидрологической изученности (ГИ) — 110004185
- Код бассейна — 08.01.04.001
- Номер тома по ГИ — 10
- Выпуск по ГИ — 0